# Selección de fútbol playa de Suiza
La Selección de fútbol playa de Suiza es el representante de Suiza en las competiciones internacionales de fútbol playa y depende de la Asociación Suiza de Fútbol, el órgano rector del fútbol en ese país.

## Estadísticas

### Copa Mundial de Fútbol Playa FIFA
| Copa Mundial de Fútbol Playa FIFA | Copa Mundial de Fútbol Playa FIFA | Copa Mundial de Fútbol Playa FIFA | Copa Mundial de Fútbol Playa FIFA | Copa Mundial de Fútbol Playa FIFA | Copa Mundial de Fútbol Playa FIFA | Copa Mundial de Fútbol Playa FIFA | Copa Mundial de Fútbol Playa FIFA |
| Año                               | Ronda                             | J                                 | G                                 | G+                                | P                                 | GF                                | GC                                |
| --------------------------------- | --------------------------------- | --------------------------------- | --------------------------------- | --------------------------------- | --------------------------------- | --------------------------------- | --------------------------------- |
| 2005                              | No clasificó                      | No clasificó                      | No clasificó                      | No clasificó                      | No clasificó                      | No clasificó                      | No clasificó                      |
| 2006                              | No clasificó                      | No clasificó                      | No clasificó                      | No clasificó                      | No clasificó                      | No clasificó                      | No clasificó                      |
| 2007                              | No clasificó                      | No clasificó                      | No clasificó                      | No clasificó                      | No clasificó                      | No clasificó                      | No clasificó                      |
| 2008                              | No clasificó                      | No clasificó                      | No clasificó                      | No clasificó                      | No clasificó                      | No clasificó                      | No clasificó                      |
| 2009                              | Subcampeón                        | 6                                 | 4                                 | 0                                 | 2                                 | 31                                | 27                                |
| 2011                              | Fase de grupos                    | 3                                 | 1                                 | 0                                 | 2                                 | 16                                | 15                                |
| 2013                              | No clasificó                      | No clasificó                      | No clasificó                      | No clasificó                      | No clasificó                      | No clasificó                      | No clasificó                      |
| 2015                              | Cuartos de final                  | 4                                 | 2                                 | 0                                 | 2                                 | 16                                | 18                                |
| 2017                              | Cuartos de final                  | 4                                 | 2                                 | 1                                 | 1                                 | 21                                | 17                                |
| 2019                              | Cuartos de final                  | 4                                 | 1                                 | 1                                 | 2                                 | 22                                | 22                                |
| 2021                              | Tercer lugar                      | 6                                 | 4                                 | 1                                 | 1                                 | 44                                | 28                                |
| Total                             | 6/11                              | 28                                | 14                                | 3                                 | 10                                | 150                               | 127                               |

### Clasificación Copa Mundial FIFA
| Clasificación de UEFA para la Copa Mundial de Fútbol Playa FIFA | Clasificación de UEFA para la Copa Mundial de Fútbol Playa FIFA | Clasificación de UEFA para la Copa Mundial de Fútbol Playa FIFA | Clasificación de UEFA para la Copa Mundial de Fútbol Playa FIFA | Clasificación de UEFA para la Copa Mundial de Fútbol Playa FIFA | Clasificación de UEFA para la Copa Mundial de Fútbol Playa FIFA | Clasificación de UEFA para la Copa Mundial de Fútbol Playa FIFA | Clasificación de UEFA para la Copa Mundial de Fútbol Playa FIFA |
| Año                                                             | Ronda                                                           | J                                                               | G                                                               | G+                                                              | P                                                               | GF                                                              | GC                                                              |
| --------------------------------------------------------------- | --------------------------------------------------------------- | --------------------------------------------------------------- | --------------------------------------------------------------- | --------------------------------------------------------------- | --------------------------------------------------------------- | --------------------------------------------------------------- | --------------------------------------------------------------- |
| 2008                                                            | Cuartos de final                                                | 5                                                               | 4                                                               | 0                                                               | 1                                                               | 30                                                              | 12                                                              |
| 2009                                                            | Tercer lugar                                                    | 7                                                               | 6                                                               | 0                                                               | 1                                                               | 39                                                              | 27                                                              |
| 2011                                                            | Cuarto lugar                                                    | 7                                                               | 4                                                               | 0                                                               | 3                                                               | 36                                                              | 27                                                              |
| 2013                                                            | Octavos de final                                                | 4                                                               | 2                                                               | 0                                                               | 2                                                               | 25                                                              | 17                                                              |
| 2015                                                            | Subcampeón                                                      | 8                                                               | 6                                                               | 1                                                               | 1                                                               | 53                                                              | 23                                                              |
| 2017                                                            | Subcampeón                                                      | 8                                                               | 6                                                               | 1                                                               | 1                                                               | 60                                                              | 23                                                              |
| 2019                                                            | Cuarto lugar                                                    | 7                                                               | 4                                                               | 0                                                               | 3                                                               | 31                                                              | 28                                                              |
| 2021                                                            | Quinto lugar                                                    | 6                                                               | 4                                                               | 1                                                               | 1                                                               | 32                                                              | 30                                                              |
| Total                                                           | 8/8                                                             | 52                                                              | 36                                                              | 3                                                               | 13                                                              | 306                                                             | 187                                                             |